# Carretera de voivodato 340
La carretera de voivodato 340 (en polaco droga wojewódzka nr 340) (DW340) es una carretera provincial situada en el voivodato de Baja Silesia, en Polonia, en los distritos de Oleśnica, Trzebnica, Wołów y Lubin. La carretera tiene una longitud total de 80 kilómetros, y conecta las localidades de Oleśnica (DK8) y Ścinawa (DK36).

## Recorrido

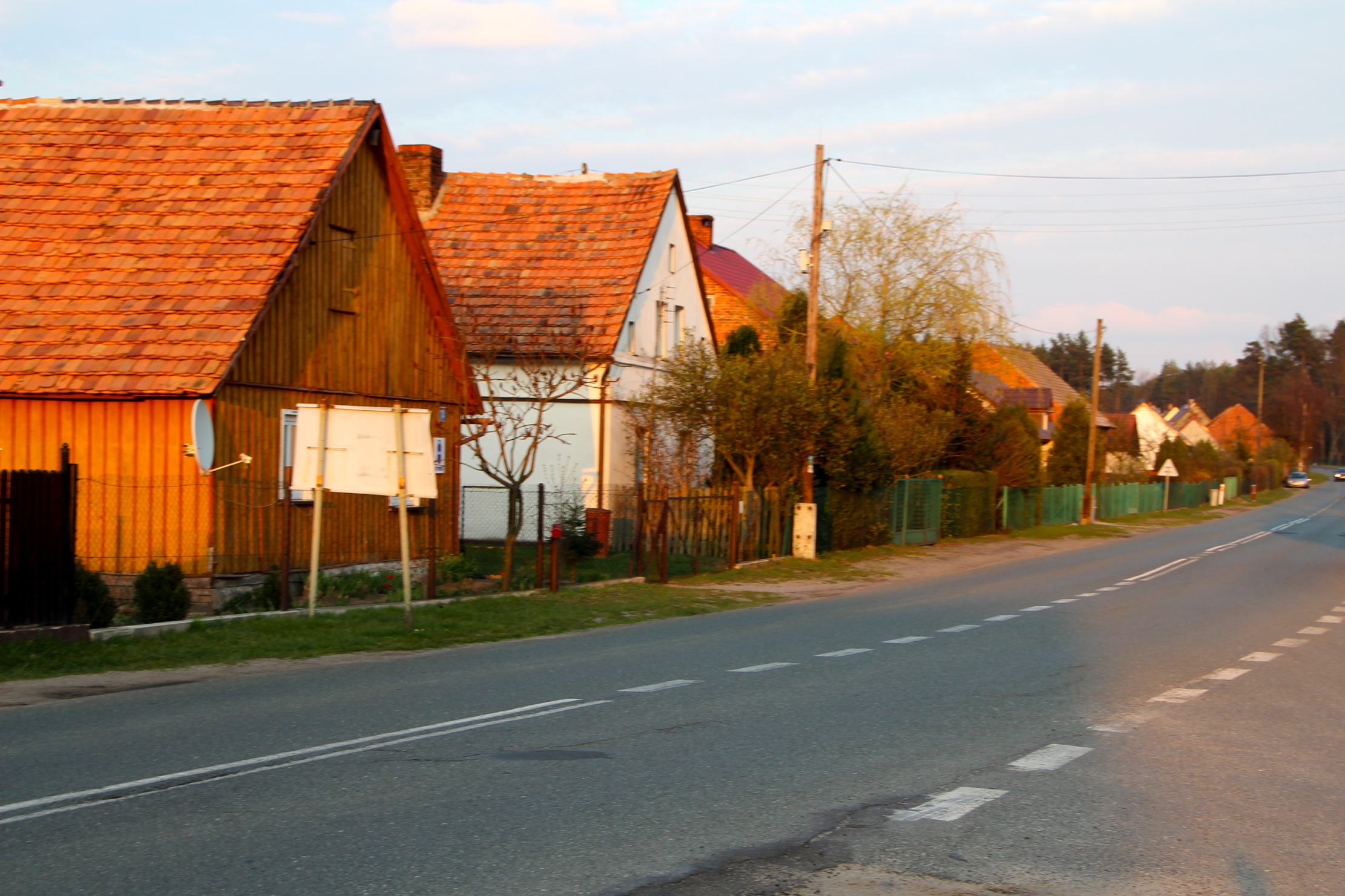
Carretera de voivodato 340 a su paso por el municipio de Rudno.

| Voivodato    | Distrito  | Localidad                       | Carretera que enlaza |
| ------------ | --------- | ------------------------------- | -------------------- |
| Baja Silesia | Oleśnica  | Oleśnica                        | DK8                  |
| Baja Silesia | Oleśnica  | Dąbrowa                         | -                    |
| Baja Silesia | Oleśnica  | Dobroszyce                      | -                    |
| Baja Silesia | Oleśnica  | Strzelce                        | -                    |
| Baja Silesia | Oleśnica  | Łuczyna                         | -                    |
| Baja Silesia | Trzebnica | Zawonia                         | -                    |
| Baja Silesia | Trzebnica | Cerekwica                       | -                    |
| Baja Silesia | Trzebnica | Trzebnica                       | DK5, DK15            |
| Baja Silesia | Trzebnica | Wilczyn (distrito de Trzebnica) | -                    |
| Baja Silesia | Trzebnica | Oborniki Śląskie                | DW342                |
| Baja Silesia | Trzebnica | Rościsławice                    | -                    |
| Baja Silesia | Wołów     | Bukowice                        | -                    |
| Baja Silesia | Wołów     | Lipnica                         | -                    |
| Baja Silesia | Wołów     | Wołów                           | DW339                |
| Baja Silesia | Wołów     | Rudno                           | -                    |
| Baja Silesia | Wołów     | Wodnica                         | -                    |
| Baja Silesia | Wołów     | Boraszyn                        | -                    |
| Baja Silesia | Wołów     | Małowice                        | -                    |
| Baja Silesia | Lubin     | Ścinawa                         | DK36                 |